# المجادل
 المجادل هي إحدى القرى اللبنانية من قرى قضاء صور في محافظة الجنوب.

## لمحة تاريخية
تقع بلديّة مجادل في قضاء صور أحد أقضية محافظة الجنوب هذه المحافظة هي واحدة من ثمان محافظات يتشكل منها لبنان الإداري
تبعد مجادل حوالي 98 كلم (60.8972 مي) عن بيروت عاصمة لبنان. ترتفع حوالي 310 م (1) (1017.11 قدم - 339.016 يارد) عن سطح البحر وتمتد على مساحة تُقدَّر بـ 225 هكتاراً (2.25 كلم²- 0.8685 مي